# Rhoda calcarata
Rhoda calcarata är en mångfotingart som först beskrevs av Pocock R.I. 1891.  Rhoda calcarata ingår i släktet Rhoda och familjen Scolopendridae.
Artens utbredningsområde är Peru.

## Underarter
Arten delas in i följande underarter:
- R. c. carvalhoi
- R. c. calcarata